# Концепция социально-этичного маркетинга
Концепция социально-этичного маркетинга — одна из концепций маркетинга , согласно которой при выстраивании рекламной кампании идет перенос акцента с самого товара и его производства на удовлетворение потребностей потребителя, этичность и социальную пользу.
Сформулирована Филиппом Котлером, профессором международного маркетинга Высшей школы менеджмента Дж. Л.Келлога при Северо-западном университете США.

## Суть концепции
Согласно этой концепции, деятельность всего предприятия должна быть направлена на удовлетворение потребностей клиента или социума и повышения его благополучия. Социально-этичный маркетинг, или «цивилизованный маркетинг», ориентируется на актуальные проблемы общества и предлагает соответствующие решения.
Концепция базируется на балансе трех факторов: прибыли фирмы, потребностей покупателей и интересов общества. Решения этих противоречий может стимулировать развитие общества и повышение доверия к товарам компании.
Компании, использующие данную концепцию, вкладывают больше средств в сбор данных о своих клиентов для более четкого установления их нужд и интересов. Это позволяет спланировать рекламную кампанию эффективнее. И наоборот, компании, использующие концепцию маркетинга, создают потребность искусственно или принимают решения, которые могут нанести вред здоровью потребителей.
Она является одной из пяти концепций маркетинга, которые были разработаны по мере развития американской экономики. По Ф.Котлеру основной тенденцией в развитии концепций является «перенос акцента с производства и товара на коммерческие усилия, на потребителя и все большая ориентация на проблемы потребителя и социальной этичности».
Концепция была выдвинута в результате негативных реакций потребителей и СМИ на вред продукции компаний для окружающей среды и здоровья населения. В обществе снизился уровень доверия к концепции чистого маркетинга, а СМИ начали критиковать крупные FMCG корпорации за стремление удовлетворить сиюминутные потребности потребителя, но игнорируют вред их продукции в долгосрочной перспективе.

## Причины использования
Востребованность социально-этического маркетинга и социальной ответственности начала возрастать по мере того, как многие фирмы теряли из-за них репутацию. Скандалы этического плана разрушают доверие потребителей, и его трудно восстановить с помощью обычного маркетинга. Проявление социальной ответственности также необходимо для удовлетворения требований  акционеров.
Репутацию любой организации легко может испортить этические проступки. И, в то время, когда организация легко может оправиться от ошибок ведения маркетинговой стратегии, ошибки этического плана могут дорого ей стоить.

## Исторические предпосылки
Она является одной из пяти концепций маркетинга, которые были разработаны по мере развития американской экономики. По Ф.Котлеру основной тенденцией в развитии концепций является «перенос акцента с производства и товара на коммерческие усилия, на потребителя и все большая ориентация на проблемы потребителя и социальной этичности». 
Концепция была выдвинута в результате негативных реакций потребителей и СМИ на вред продукции компаний для окружающей среды и здоровья населения. В обществе снизился уровень доверия к концепции чистого маркетинга, а СМИ начали критиковать крупные FMCG корпорации за стремление удовлетворить сиюминутные потребности потребителя, но игнорирование вреда их продукции в долгосрочной перспективе. По мере того, как другие компании начали вкладывать в социальную ответственность, планка начала повышаться.
https://en.wikipedia.org/wiki/Socially_responsible_marketing

## Примеры
Многие компании начинают приходить к выводу, что социально-значимые проекты поднимают их статус в глазах потребителей, акционеров и целевых рынков. Такие проекты не только хорошо влияют на репутацию компании, но и поднимают уровни продаж продукта.
В 2004, 2010 и 2016 Dove проводил исследования интересов женской аудитории для выявления основных психологических проблем девушек и женщин. Также Dove проводит тренинги и семинары по повышению самооценки для женщин во многих странах мира. 
В 2011 году Lush запустила программу The Lush Prize  . В рамках нее компания выдает 250 000 фунтов стерлингов за исследования в области токсикологии, которые находят альтернативы тестированию косметических средств на животных. На данный момент компания потратила £1.86 миллиона фунтов стерлингов на награждение научных проектов.
В феврале 2015 года «Макдоналдс» запустил рекламную кампанию «Кто стоит за буквой М». В нескольких видеороликах компания рассказала о людях, стоящих за работой компании. В них упоминается, что сеть ресторанов в России полностью укомплектована российскими сотрудниками, включая руководство. А также, что компания закупает 85% продукции у российских поставщиков, что особенно важно в период введения ответных санкций. Компания начала разрабатывать ролики после массовых проверок Роспотребнадзора , в результате которых было закрыто несколько ресторанов.
H&M в ответ на критику о перепроизводстве и вреда товаров для окружающей среды запустил акцию по переработке и вторичному использованию одежды. Совместно с WWF бренд запустил программу Better Cotton Initiative  , цель которой — отказаться от использования натурального хлопка к 2020 году и перейти на материалы из вторичного сырья. Также компания следит за условиями труда на своих заводах и не использует детский труд. 

## Критика концепции
Однако потребительское сообщество настороженно относится к такому поведению брендов. Часто подобные акции находят широкую критику со стороны СМИ и конкурентов, а компании обвиняют во лжи и игнорировании экологических или социальных проблем.     
Авторы концепции, Ф. Котлер, Г. Армстронг, Д. Сондерс и В. Вонг также отмечали: «Познакомившись с концепцией социально-этичного маркетинга, мы приходим к выводу, что она не в состоянии предусмотреть возможные конфликты между сиюминутными потребностями и длительным благополучием клиента» 
Но, несмотря на это, они все еще считают совершенствование этой концепции единственным решением этого конфликта.